# Richard Boleslawski
Bolesław Ryszard Srzednicki, connu sous le nom de scène Richard Bolesławski  (né le 4 février 1889 à Mohylów Podolski, aujourd'hui Mohyliv-Podilskyï dans l'oblast de Vinnytsia, en Ukraine, alors dans le royaume du Congrès et mort le 17 janvier 1937 à Hollywood) est un acteur et réalisateur polonais naturalisé américain.

## Biographie
Richard Bolesławski étudie l'art dramatique au théâtre d'art de Moscou, avant et pendant la Première Guerre mondiale (durant laquelle il combat dans l'Armée impériale russe) et joue dans quelques-uns des premiers films produits en Russie. Après la Révolution russe, il revient en Pologne. Il participe à la guerre russo-polonaise en 1920 dans les rangs du 1er régiment de cavalerie de Józef Piłsudski, tout en étant cinéaste pour les besoins de l'armée polonaise.
Il modernise la mise en scène du théâtre polonais avec sa version du Bourgeois gentilhomme de Molière. Il réalise Cud nad Wisłą (Un miracle sur la Vistule) en 1921 puis il quitte la Pologne. Il travaille d'abord à Berlin puis à Paris. En septembre 1922, avec le groupe de cabaret Maria Kuzniecowa, il part se produire aux États-Unis, où il s'installe définitivement.
En 1924, il crée à New York, l’American Laboratory Theatre qui précéda le Group Theatre des années 1930 avant de devenir l'Actor's Studio après la Seconde Guerre mondiale. Il écrit également pour le Theatre Arts Magazine. L'avènement du cinéma parlant et la faillite de l'American Laboratory Theatre, le conduisent à accepter un emploi de réalisateur à Hollywood en 1929. Il y réalise plusieurs films importants pour les studios de la Fox et de la MGM, parmi lesquels on peut citer Rasputin and the Empress (1932), Le Voile des illusions (The Painted Veil) (1934), Les Hommes en blanc (1934) ou encore Les Misérables (1935).
Bolesławski succombe à une crise cardiaque le 17 janvier 1937, alors qu'il tournait La Fin de Mme Cheyney (The Last of Mrs Cheyney), avec Joan Crawford.

## Filmographie

### Comme réalisateur
- 1915 : Ty yeshcho ne umesh lyubit
- 1918 : Khleb
- 1920 : Bohaterstwo polskiego skauta (pl)
- 1921 : Miracle sur la Vistule (Cud nad Wisłą)
- 1930 : The Last of the Lone Wolf
- 1931 : The Gay Diplomat (en)
- 1932 : La Reine Kelly (Queen Kelly)
- 1932 : Raspoutine et l'Impératrice (Rasputin And The Empress)
- 1933 : Rhapsodie amoureuse (Storm at Daybreak)
- 1933 : Beauty for Sale (en) ou Beauty
- 1934 : Les Amants fugitifs (Fugitive Lovers)
- 1934 : Le Mystérieux Monsieur X (en) (The Mystery of Mr. X)
- 1934 : Les Hommes en blanc (Men in White)
- 1934 : Hollywood Party
- 1934 : Agent no 13 (Operator 13)
- 1934 : Le Voile des illusions (The Painted Veil)
- 1935 : Le Conquérant des Indes (Clive of India)
- 1935 : Les Misérables
- 1935 : Tempête au cirque (O'Shaughnessy's Boy)
- 1935 : Le Roman d'un chanteur (Metropolitan)
- 1936 : Le Fils du désert (Three Godfathers)
- 1936 : Le Jardin d'Allah (The Garden of Allah)
- 1936 : Théodora devient folle (Theodora Goes Wild)
- 1937 : La Fin de Mme Cheyney (The Last of Mrs. Cheyney)

### Comme acteur
- 1915 : Le Tsar Ivan le Terrible (Tsar Ivan Vasilevich Groznyy) d'Aleksandr Ivanov-Gai
- 1918 : Le Pain (Khleb) de Boris Souchkevitch
- 1918 : Lyubov... nenavist... smert... d'Ivan Perestiani
- 1922 : Aimez-vous les uns les autres (Die Gezeichneten) de Carl Theodor Dreyer